# 52. Филмски сусрети у Нишу
52. Филмски сусрети одржани су у периоду од 24. августа до 30. августа 2017. године на летњој позорници у Нишкој тврђави.

## Жири
Чланови жирија
| Састав жирија      |                   |                   |
| председница жирија | Јелица Сретеновић | Јелица Сретеновић |
| чланови жирија     | Иван Бекјарев     | Миња Филиповић    |

## Програм
Филмови који су били приказани на фестивалу су: Стадо, Устав Републике Хрватске, Santa Maria della Salute, Афтерпарти, Врати се Зоне, Нигде, Реквијем за госпођу Ј., Име: Добрица, презиме: непознато, Слепи путник на броду лудака, Јесен самураја, Бисер Бојане, Козје уши, Игла испод прага, Сенке над Балканом, Хипи долина - цео свет у једној долини.

## Награде
Награду Царица Теодора за најбољу женску улогу добила је Тамара Алексић. Награду Цар Константин добио је Војин Ћетковић а добитник награде Гран при је Небојша Глоговац. Награду Милорад Мандић Манда је добио Никола Којо.

## Буџет
Град Ниш је издвојио 16 милиона а Министарство културе и информисања 3,2 милиона динара за организацију овог фестивала.